# Unorthodox Jukebox
Unorthodox Jukebox is het tweede studioalbum van de Amerikaanse zanger Bruno Mars. Het album werd op 7 december 2012 uitgebracht. Het album heeft de Grammy Award voor beste album gewonnen.

## Tracklist
| Nr. | Titel                | Duur |
| --- | -------------------- | ---- |
| 1.  | Young Girls          | 3:49 |
| 2.  | Locked Out of Heaven | 3:53 |
| 3.  | Gorilla              | 4:04 |
| 4.  | Treasure             | 2:56 |
| 5.  | Moonshine            | 3:48 |
| 6.  | When I Was Your Man  | 3:33 |
| 7.  | Natalie              | 3:45 |
| 8.  | Show Me              | 3:27 |
| 9.  | Money Make Her Smile | 3:23 |
| 10. | If I Knew            | 2:13 |